# Reisdorf
Reisdorf (luxembourgeois : Reisduerf) est une localité luxembourgeoise qui est le chef-lieu de la commune de même nom située dans le canton de Diekirch.

## Histoire
Au cours de la Seconde Guerre mondiale, le 10 mai 1940 les armées allemandes envahissent simultanément les Pays-Bas, la Belgique et le Luxembourg pour affronter la France et la Grande-Bretagne. Avant le franchissement de la frontière par des troupes régulières, des unités spéciales s'introduisent aux premières heures du 10 mai pour essayer d'empêcher, sans succès, le verrouillage irréversible de barrières comme il en était disposées sur les axes du Luxembourg susceptibles d'être empruntés par les Allemands, visant à les dissuader de le traverser. L'une d'entre elles se trouve à Reisdorf, et à cette occasion un Allemand qui tente de prendre la barrière, habillé en civil, ouvre le feu sur un gendarme luxembourgeois et le blesse.

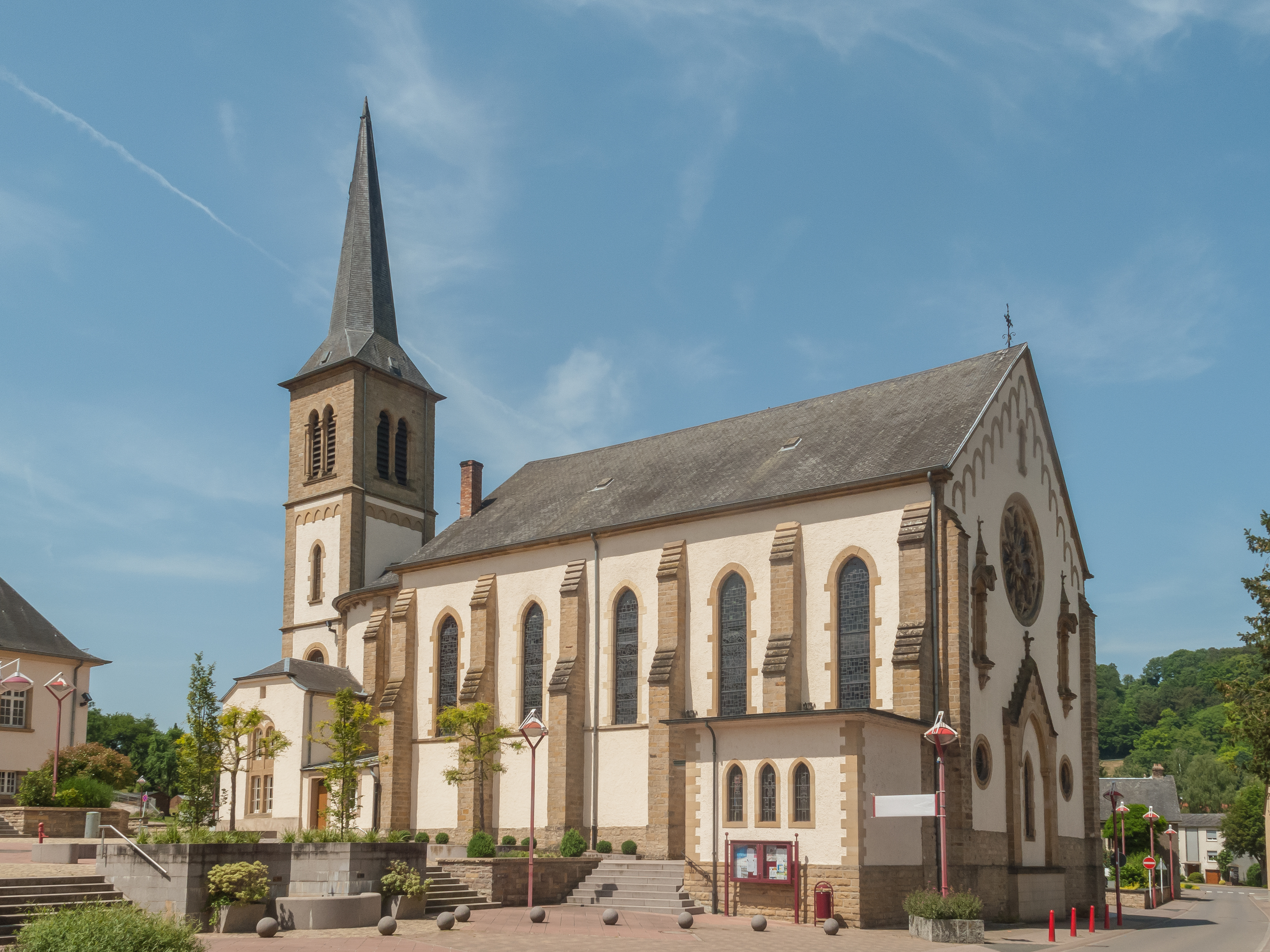
Reisdorf, l'église Saint-Barthélemy.

## Géographie

### Sections de la commune
- Bigelbach
- Hoesdorf
- Reisdorf (chef-lieu)
- Wallendorf-Pont

## Population et société

### Démographie
L'évolution du nombre d'habitants est connue à travers les recensements de la population effectués dans le pays depuis 1821. Les recensements décennaux de la population permettent de caler les chiffres sur la composition de la population par sexe, âge, nationalité et commune de résidence. Entre deux recensements, la population au 1er janvier de l’année {\displaystyle x} est évaluée en ajoutant à la population au 1er janvier de l’année {\displaystyle x-1} les soldes naturel (naissances {\displaystyle -} décès) et migratoire (arrivées {\displaystyle -} départs) de l'année. La même méthode est appliquée pour la répartition par âge au 1er janvier et les effectifs totaux par nationalité. Depuis le 1er septembre 2023, le Luxembourg dénombre 100 communes.
Au 1er janvier 2024, la commune comptait 1 430 habitants.
| 1821 | 1851 | 1871 | 1880 | 1890 | 1900 | 1910 | 1922 | 1930 |
| ---- | ---- | ---- | ---- | ---- | ---- | ---- | ---- | ---- |
| 515  | 641  | 666  | 714  | 668  | 631  | 618  | 637  | 618  |

| 1935 | 1947 | 1960 | 1970 | 1978 | 1979 | 1981 | 1983 | 1984 |
| ---- | ---- | ---- | ---- | ---- | ---- | ---- | ---- | ---- |
| 598  | 510  | 516  | 502  | 523  | 515  | 543  | 540  | 550  |

| 1985 | 1986 | 1987 | 1988 | 1989 | 1990 | 1991 | 1992 | 1993 |
| ---- | ---- | ---- | ---- | ---- | ---- | ---- | ---- | ---- |
| 540  | 550  | 570  | 544  | 560  | 557  | 531  | 520  | 560  |

| 1994 | 1995 | 1996 | 1997 | 1998 | 1999 | 2000 | 2001 | 2002 |
| ---- | ---- | ---- | ---- | ---- | ---- | ---- | ---- | ---- |
| 575  | 587  | 637  | 672  | 698  | 701  | 734  | 741  | 752  |

| 2003 | 2004 | 2005 | 2006 | 2007 | 2008  | 2009  | 2010  | 2011  |
| ---- | ---- | ---- | ---- | ---- | ----- | ----- | ----- | ----- |
| 795  | 812  | 858  | 939  | 969  | 1 015 | 1 017 | 1 027 | 1 043 |

| 2012  | 2013  | 2014  | 2015  | 2016  | 2017  | 2018  | 2019  | 2020  |
| ----- | ----- | ----- | ----- | ----- | ----- | ----- | ----- | ----- |
| 1 090 | 1 077 | 1 132 | 1 105 | 1 121 | 1 202 | 1 206 | 1 234 | 1 276 |

| 2021  | 2022  | 2023  | 2024  | - | - | - | - | - |
| ----- | ----- | ----- | ----- | - | - | - | - | - |
| 1 288 | 1 319 | 1 353 | 1 430 | - | - | - | - | - |

Pour des raisons techniques, il est temporairement impossible d'afficher le graphique qui aurait dû être présenté ici.